# Illa Mali Taimir
L'Illa Mali Taimir (rus: Ма́лый Таймы́р, Mali Taimir, que significa illa Taimir petita) és una illa que es troba al mar de Làptev, en aigües de l'estret de Vilkitski, a l'Àrtic rus.

## Geografia
Es troba a l'extrem sud-est de l'arxipèlag de la Terra del Nord, a uns 40 quilòmetres de l'illa Bolxevic, i al nord-est de la península de Taimir, a la costa oriental de Sibèria. A poc més de 6 km al nord-oest hi ha la petita illa Starokadomski.
La seva superfície és de 232 km² i l'alçada màxima és de tan sols 31 msnm. L'estret de Vilkitski discorre al sud de l'illa i les seves aigües, així com totes les que envolten l'illa, queden cobertes de glaç durant els mesos d'hivern.
L'illa pertany al krai de Krasnoiarsk de la Federació Russa i forma part de la reserva natural Gran Àrtic, la reserva natural més gran de Rússia i una de les més grans del món.

## Història
L'illa va ser descoberta per Borís Vilkitski durant l'Expedició Hidrogràfica a l'Oceà Àrtic de 1913. Anomenaren l'illa «Terra de Nicolau II». Posteriorment fou nomenada illa Alexei en honor del fill del Tsar. Després de la Revolució d'Octubre de 1917, l'illa va passar a anomenar-se "Mali Taimir". El 2005 es va sol·licitar al govern local del Krai de Krasnoiarsk de restablir l'antic nom de l'illa sense que es fes efectiu.